# Bischofsheim an der Rhön
Bischofsheim an der Rhön é um município da Alemanha, situado no distrito de Rhön-Grabfeld, no estado da Baviera. Tem 67,72 km² de área, e sua população em 2019 foi estimada em 4.822 habitantes.